# مادام وب (فیلم)
مادام وب (انگلیسی: Madame Web) فیلم ابرقهرمانی آمریکایی محصول ۲۰۲۴ بر پایهٔ مارول کامیکس و با حضور شخصیت مادام وب است که به‌وسیلهٔ کلمبیا پیکچرز و دی بوناونتورا پیکچرز با مشارکت مارول انترتینمنت تولید شد. این فیلم که از طریق گروه سینمایی سونی پیکچرز توزیع شد، چهارمین فیلم در دنیای مرد عنکبوتی سونی (SSU) به‌شمار می‌شود. کارگردانی آن بر عهدهٔ اس. جی. کلارکسون است که فیلم‌نامه را مشترکاً با کلر پارکر و تیم نویسندگی مت سازما و بورک شارپلس به نگارش درآمد. داکوتا جانسون نقش مادام وب را ایفا می‌کند و سیدنی سوئینی، سلست اوکانر، ایزابلا مونر، طاهر رحیم، مایک اپس، اما رابرتس، و آدام اسکات دیگر بازیگر آن است. در این فیلم، کیسی وب (جانسون) که سعی در نجات سه زن جوان و آیندهٔ آن‌ها از دست ازکیل سیمز (رحیم) دارد، با گذشتهٔ خود روبه‌رو می‌شود.
تا سپتامبر ۲۰۱۹ سونی توسعهٔ فیلمی از شخصیت مادام وب را برای دنیای مشترک خود آغاز کرد و شارپلس و سازما برای نوشتن فیلم‌نامهٔ آن استخدام شدند. کلارکسون در مهٔ ۲۰۲۰ به پروژه پیوست و جانسون در اوایل سال ۲۰۲۲ به‌عنوان بازیگر انتخاب شد و پس از آن بازیگران دیگری در ماه‌های بعد انتخاب شدند. فیلم‌برداری در میانهٔ ژوئیهٔ ۲۰۲۲ آغاز شد و در بوستون و سراسر ماساچوست ادامه یافت. فیلم‌برداری پیش از پایان سال تکمیل شد و مشارکت کلارکسون و پارکر به‌عنوان نویسنده در نوامبر ۲۰۲۳ اعلام شد.
مادام وب در ۱۲ فوریهٔ ۲۰۲۴ در تئاتر ویلیج ریجنسی در وست‌وود، لس آنجلس به نمایش درآمد و در ۱۴ فوریهٔ ۲۰۲۴ در ایالات متحده منتشر شد. این فیلم از سوی منتقدان مورد انتقاد قرار گرفت و بیش از ۱۰۰ میلیون دلار در سطح جهانی فروش داشت. در حال حاضر پیش‌بینی شده که این فیلم به بمب گیشه تبدیل شود.

## بازیگران
- داکوتا جانسون در نقش مادام وب: یک روشن‌بین که توانایی‌های روانی‌اش به او اجازه می‌دهد تا درون «دنیای عنکبوتی» را ببیند[۱۰][۱۱]
- سیدنی سوئینی در نقش جولیا کارپنتر / زن عنکبوتی[۱۰][۱۲]
- سلست اوکانر در نقش متی فرانکلین / زن عنکبوتی
- ایزابلا مونر در نقش آنیا کرازون / آرانا
- طاهر رحیم در نقش ازکیل سیمز
- مایک اپس در نقش اونیل
- اما رابرتس در نقش مری پارکر
- آدام اسکات در نقش بن پارکر

علاوه بر این، زوسیا مامیت در نقش اماریا (دستیار تکنولوژی ازکیل سیمز در آینده) حضور دارد.

## تولید

### توسعه
سونی پیکچرز پس از کار بر روی فیلم موربیوس (۲۰۲۲) که مبتنی بر مارول کامیکس و بخشی از دنیای مرد عنکبوتی سونی بود، مت سازما و بورک شارپلس را در سپتامبر ۲۰۱۹ برای نوشتن فیلم‌نامه‌ای با محوریت شخصیت مارول یعنی مادام وب استخدام کرد. پالاک پاتل، معاون اجرایی سونی بر این پروژه نظارت داشت. کرم سنگا پیش از این پیش‌نویس داستن این فیلم را نوشته بود. در مه ۲۰۲۰، اس. جی. کلارکسون برای توسعه و کارگردانی اولین فیلم سونی با محوریت شخصیت زن مارول استخدام شد که طبق گزارش‌ها، مادام وب بود. استودیو قبل از استخدام نویسندهٔ جدید به دنبال این بود که بازیگر برجسته‌ای مانند شارلیز ترون یا ایمی آدامز را برای آن انتخاب کند. برای نقش اصلی، پس از ملاقات با چندین بازیگر که در حال افزایش محبوبیت بودند، سونی فهرست نهایی خود را در دسامبر ۲۰۲۱ و ژانویهٔ ۲۰۲۲ محدود کرد. داکوتا جانسون تا پایان سال ۲۰۲۱ پیشتاز این مرحله شد و تا اوایل فوریه در حال مذاکره برای بازی در نقش مادام وب بود. کلارکسون در آن زمان کارگردانی مادام وب را به عهده گرفت. در مارس، سیدنی سوئینی در کنار جانسون برای بازی در این فیلم انتخاب شد. جاستین کرول از ددلاین هالیوود به دلیل توانایی‌های مادام وب در کتاب کمیک، را این پروژه «نسخه سونی از دکتر استرنج» توصیف کرد؛ او اشاره کرد که فیلم ممکن است مانند منبع اصلی نباشد زیرا نسخه کمیک مادام وب یک زن مسن است. یک ماه بعد، سونی تاریخ اکران مادام وب را برای ۷ ژوئیه ۲۰۲۳ اعلام کرد و تأیید کرد که جانسون و سوئینی در این فیلم بازی خواهند کرد. دی بوناونتورا پیکچرز در کنار کلمبیا پیکچرز سازندهٔ فیلم است و لورنزو دی بوناونتورا، اریک هاوسام و پاتل تهیه‌کنندهٔ آن هستند.

### پیش تولید
در مهٔ ۲۰۲۲، تام راثمن، مدیرعامل و رئیس سونی پیکچرز گفت که فیلمبرداری «در بهار» آغاز می‌شود، و سلست اوکانر برای بازی در این فیلم انتخاب شد، که به عنوان داستان پیدایش برای شخصیت اصلی توصیف شد. در ژوئن، ایزابلا مونر، طاهر رحیم و اما رابرتس نیز به بازیگران پیوستند. سابینا گریوز از گیزمودو معتقد بود که سایر بازیگران زن می‌توانند شخصیت‌های «شناخته‌تری» مانند جسیکا درو /زن عنکبوتی و گوئن استیسی را در «تصورپردازی مجدد» کمیک اسپایدر-ورس به تصویر بکشند. گزارش شده بود که این فیلم «چیز دیگری در قالبِ» شخصیت مادام وب است. در آن زمان فیلم‌برداری پروژه قرار بود که در اواسط ژوئیه ۲۰۲۲ آغاز شود. سوئینی گفت که «در آستانهٔ» شروع فیلمبرداری بوده، اما در ژوئیه جانسون در حال تمرین قبل از شروع فیلمبرداری بود. مایک اپس در آن ماه به گروه بازیگران پیوست.

### فیلم‌برداری
تصویربرداری اصلی ۱۱ ژوئیه ۲۰۲۲ در ناحیه مالی بوستون همراه با صحنه‌هایی از شهر نیویورک که در دههٔ ۲۰۰۰ الگوبرداری شده‌بود، آغاز شد و تا ۱۴ ژوئیه ادامه داشت. در آن زمان آدام اسکات به بازیگران پیوسته بود، و تاریخ اکران به ۶ اکتبر ۲۰۲۳ به تعویق افتاد. فیلمبرداری همچنین در مناطق دیگر در ساحل جنوبی ماساچوست از جمله آشیانه سابق پایگاه هوایی ویمت جنوبی انجام شد. عنوان کاری مراحل فیلم‌برداری پروژه Claire بود. فیلم‌برداری ماساچوست به مدت سه ماه تا سپتامبر ۲۰۲۲ ادامه داشت. سپس در نیویورک و مکزیک فیلم‌برداری شد و تا ۱۵ اکتبر به پایان رسید.

## انتشار
مادام وب در ۱۲ فوریهٔ ۲۰۲۴ در تئاتر ویلیج ریجنسی به نمایش درآمد. این فیلم در ۱۴ فوریهٔ ۲۰۲۴ در ایالات متحده اکران شد. اکران آن قبلاً برای ۷ ژوئیهٔ ۲۰۲۳، ۶ اکتبر ۲۰۲۳ و ۱۶ فوریهٔ ۲۰۲۴ برنامه‌ریزی شده بود.

## بازخورد

### گیشه
تا ۲۵ فوریهٔ ۲۰۲۴، مادام وب در ایالات متحده و کانادا ۳۵٫۴ میلیون دلار و در سایر مناطق به ۴۲ میلیون دلار رسید که مجموعاً شامل ۷۷٫۴ میلیون دلار فروش در سراسر جهان است.
در ایالات متحده و کانادا، مادام وب در کنار باب مارلی: یک عشق اکران شد و پیش‌بینی شد که در بازه زمانی شش روزه افتتاحیه خود از ۴٫۰۰۰ سالن سینما، ۲۰ تا ۲۵ میلیون دلار فروش داشته باشد. در روزهای منتهی به انتشار فیلم، سینماهای زنجیره‌ای متوجه شدند که شمار زیادی از بلیت‌های پیش‌سفارش شده به‌دنبال اعلام نقدهای ضعیف منتقدان لغو شده‌اند. این فیلم در روز نخست ۶ میلیون دلار، در روز دوم ۲٫۲ میلیون دلار و در روز سوم ۴٫۳ میلیون دلار فروش داشت. در ادامه افتتاحیه شش‌روزه ۲۵٫۸ میلیون دلاری (شامل ۱۵٫۱ میلیون دلار در اکران آخر هفته مرسوم) داشت و پس از باب مارلی: یک عشق در رده دوم قرار گرفت. اکران آی‌مکس ۳٫۱ میلیون دلار از فروش کل را به خود اختصاص داد.

### واکنش منتقدان
منتقدان نظرات منفی‌ای به مادام وب دادند. آن‌ها فیلم را به‌عنوان یک «گندکاری شرم‌آور» و «بدترین فیلم کمیک بوکی» تا به امروز، مورد نقد قرار دادند. در وبگاه جمع‌آوری نقد راتن تومیتوز، ٪۱۳ از ۲۰۹ بررسی منتقدان مثبت است و میانگینِ امتیاز آن ۳٫۴/۱۰ است. این فیلم در متاکریتیک که از میانگین وزنی استفاده می‌کند، بر اساس نظر ۵۱ منتقدین امتیاز ۲۶ از ۱۰۰ را کسب کرده که نشان‌گر «نقدهای عموما نامطلوب» است. تماشاگرانی که به‌وسیلهٔ سینماسکور مورد بررسی قرار گرفتند به فیلم میانگین نمرهٔ «C+» در مقیاس A+ تا F دادند. تماشاگران پست‌ترک نیز روی هم رفته به فیلم نمرهٔ ۵۴٪ مثبت دادند.
منتقد هالیوود ریپورتر نوشت که این فیلم «حتی کمترین انتظارات را برآورده نمی‌کند».